# Blok Łytwyna
Blok Łytwyna (ukr. Блок Литвина, BL) – koalicja wyborcza ukraińskich partii politycznych powołana przez przewodniczącego Rady Najwyższej Ukrainy w latach 2002–2006 Wołodymyra Łytwyna, biorąca udział w wyborach w 2006 jako Ludowy Blok Łytwyna (ukr. Народний блок Литвина) i w przedterminowych wyborach w 2007.

## Historia

### Wybory parlamentarne 2006
Blok powstał z inicjatywy Wołodymyra Łytwyna pod koniec 2005, gdy okazało się, że nie dojdzie do wspólnego startu z silniejszymi ugrupowaniami (zwłaszcza Blokiem Nasza Ukraina). Koalicję utworzyły kierowana przez przewodniczącego parlamentu Partia Ludowa, powstała z przekształcenia partii agrarnej, a także dwa małe ugrupowania w 2004 wspierające Wiktora Janukowycza: PWOL „Sprawiedliwość” i Ukraińska Partia Chłopsko-Demokratyczna.
W pierwszej trójce kandydatów na liście wyborczej znaleźli się:
- Wołodymyr Łytwyn,
- Sofia Rotaru, piosenkarka,
- Łeonid Kadeniuk, kosmonauta i deputowany[1][2].

Na wysokich miejscach umieszczono także sporą grupę posłów-oligarchów (do 2004 wspierających Łeonida Kuczmę), m.in. partnerów biznesowych Wiktora Pinczuka. Blok w sondażach przez pewien czas uzyskiwał wyniki powyżej wynoszącego 3% progu wyborczego, jednak w wyborach otrzymał niespełna 2,5% głosów i nie wprowadził żadnych deputowanych.

### Wybory parlamentarne 2007
W sierpniu 2007 Partia Ludowa podpisała porozumienie z Partią Pracy Ukrainy, twórcy ukraińskiej konstytucji Mychajło Syroty. Koalicja przyjęła nazwę Blok Łytwyna, a czołowe miejsca objęli liderzy pierwszej z nich. Lista osiągnęła wynik wyborczy na poziomie niespełna 4%, co dało blokowi 20 deputowanych (13 z NP i 7 z TPU). Jesienią 2008 ugrupowanie weszło w skład koalicji tworzącej rząd Julii Tymoszenko, a jego lider stanął na czele parlamentu. Po wyborach prezydenckich w 2010 blok wszedł w koalicję z Partią Regionów, tworząc większość parlamentarną i rządową.

## Poparcie w wyborach
| Wybory | Poparcie (lista krajowa) | Zmiana punktów procentowych | Lista krajowa | Zmiana |
| ------ | ------------------------ | --------------------------- | ------------- | ------ |
| 2006   | 2,44%                    | –                           | 0             | –      |
| 2007   | 3,96%                    | 1,52                        | 20            | 20     |